# نوبة رمل الماية
نوبة رمل الماية هي واحدة من النوبات الأندلسية الأحد عشر التي لا زالت محفوظة وتؤدى من طرف الفرق الموسيقية الأندلسية في الجزائر خاصة في مدارس موسيقى اندلسية في المدن الجزائرية الكبرى مثل تلمسان الجزائر العاصمة قسنطينة عنابة البليدة القليعة، عبر مدارس و جمعيات موسيقية قديمة و اخرى حديثة تدرس و تحافظ على هذا التراث غير المادي المحمي من طرف اليونيسكو و الأمم المتحدة مثل جمعية عبدالكريم دالي دار الغرناطية، دار الفخارجية.. و العديد من الجمعيات و المدارس الاخرى,

## قصة نوبة رمل الماية
نوبة رمل الماية هي أول نوبة في تصنيف كناش الحايك، وكانت في البداية عبارة عن شعر يتناول موضوع الخمريات والغزل، إلى أن جاء الفقيه والعالم أحمد بن محمد الفاسي الفهري في القرن الثامن عشر وحوّل كل أشعارها إلى مديح للرسول محمد.
وكنتيجة لذلك، أصبحت نوبة رمل الماية نوبة مديحية محضة، وأصبحت تناسب كل الأوقات وتتداول أيضاً لدى المادحين والذاكرين في الزوايا المغارببة، وكان لها انتشار كبير لدى المغاربة والجزائريين.

## طبوع رمل الماية
تشتمل نوبة رمل الماية على أربعة طبوع مندمجة فيما بينها وهي :طبع رمل الماية ، طبع انقلاب الرمل، طبع حمدان و طبع الحسين.

### طبع رمل الماية
المستخرج لهذا الاسم هو صابر الفارسي، وقد زعم أهل الغناء أن واضعه هو رجل يدعى ربيب الماية. ورمل الماية هو فرع من الماية التي هي أصل ومقام هذا الطبع هو صوت «ري» ويستعمل فيه إنشادا / بحر الطويل .

### طبع انقلاب الرمل
استخرجه عبد الرزاق الفيلسوف من أهل قرطبة بالاندلس ومقامه صوت «دو» ويستعمل فيه إنشادا /بحر الرمل

### طبع حمدان
استخرجه سنان بن عتاد رجل من العرب بأقصى سوس، وقيل استخرجه حمدان الضرير الاندلسي، ومقامه صوت «فا» ويستعمل فيه إنشادا / البحر الطويل

### طبع الحسين
المستخرج له الحسين بن أمية وكان سلطانا أعجميا وسمي باسمه ومقامه صوت «لا» ومما يستعمل فيه إنشادا / البحر الطويل.

## ميازين رمل الماية
تشتمل نوبة رمل الماية على خمسة ميازين, وهي:
- ميزان البسيط (ثلاث ساعات ونصف)
- ميزان القائم ونصف (ساعتان)
- ميزان البطايحي (ساعتان ونصف)
- ميزان القدام (ساعتان)
- ميزان الدرج

## كتب حولها
تطرقت عدة كتب إلى النوبات الأندلسية عامة ولنوبة رمل الماية خاصة. من الكتب التي اهتمت برمل الماية نجد:
- كناش الحائك - محمد بن الحسين الحائك
- من وحي الرباب - عبد الكريم الرايس
- رمل الماية - شكيب العبادي[4]

## وصلات خارجية
- الأشعار الكاملة لنوبة رمل الماية